# Christophe Ville
Christophe Ville (* 15. Juni 1963 in Dijon) ist ein ehemaliger französischer Eishockeyspieler.  

## Karriere
Christophe Ville begann seine Karriere als Eishockeyspieler beim Sporting Hockey Club Saint Gervais, für dessen Profimannschaft er von 1980 bis 1984 in der Nationale A, der höchsten französischen Spielklasse, aktiv war. In der Saison 1980/81 wurde er mit der Trophée Jean-Pierre Graff als Rookie des Jahres der Liga ausgezeichnet. In den Jahren 1983 und 1984 wurde er jeweils mit der Trophée Albert Hassler als bester französischer Spieler ausgezeichnet. Im Sommer 1986 wechselte der Center innerhalb der höchsten französischen Spielklasse zu den Français Volants, mit denen er 1989 den französischen Meistertitel gewann. Zur Saison 1990/91 wurde er von den Brûleurs de Loups de Grenoble verpflichtet, mit denen er auf Anhieb Meister wurde. In der gleichen Spielzeit wurde er erneut mit der Trophée Albert Hassler ausgezeichnet. Von 1991 bis 1993 spielte er für den Chamonix Hockey Club, wobei er 1992 zum vierten und letzten Mal die Trophée Albert Hassler erhielt. 
Die Saison 1993/94 verbrachte Ville beim AC Milan in der italienischen Serie A. Von 1994 bis 1996 spielte er erneut für Chamonix in Frankreich. Den Großteil der Saison 1996/97 verbrachte er beim HC Courmaosta in der italienischen Serie A2, schloss sich für die Playoffs allerdings seinem Ex-Klub aus Grenoble an. In der Saison 1997/98 lief er ein weiteres Mal für Chamonix auf, für das er in 31 spielen 22 Scorerpunkte, davon zwei Tore, erzielte. Anschließend beendete er im Alter von 35 Jahren seine Karriere. Im Jahr 2011 wurde er mit der Aufnahme in die französische Hockey Hall of Fame geehrt.  

### International
Für Frankreich nahm Ville an den B-Weltmeisterschaften 1987, 1989, 1990 und 1991 sowie den A-Weltmeisterschaften 1992, 1993, 1994, 1995 und 1996 teil. Des Weiteren stand er im Aufgebot seines Landes bei den Olympischen Winterspielen 1988 in Calgary, 1992 in Albertville und 1994 in Lillehammer.

## Erfolge und Auszeichnungen
| - 1981 Trophée Jean-Pierre Graff - 1983 Trophée Albert Hassler - 1984 Trophée Albert Hassler - 1989 Französischer Meister mit den Français Volants - 1991 Französischer Meister mit den Brûleurs de Loups de Grenoble | - 1991 Trophée Albert Hassler - 1992 Trophée Albert Hassler - 1994 Italienischer Meister mit dem AC Milan - 2011 Aufnahme in den Temple de la renommée du hockey français |